# إنريكو كاستيلاني
إنريكو كاستيلاني (بالإيطالية: Enrico Castellani)‏ (مواليد 4 أغسطس 1930 - 1 ديسمبر 2017) هو فنان إيطالي من عصر الفن الحديث (حوالي 1910 حتي 1970). يعروف كاستيلاني من خلال «لوحات من ضوء». درس في المدرسة العليا الوطنية في بلجيكا ثم استقر في مدينة ميلانو. تعاون كاستيلاني مع فنانين مثل جيتوليو ألفياني وبييرو مانزوني وغيرهم. منح بريموم إمبريالي في 2010.